# 필립스 홈즈

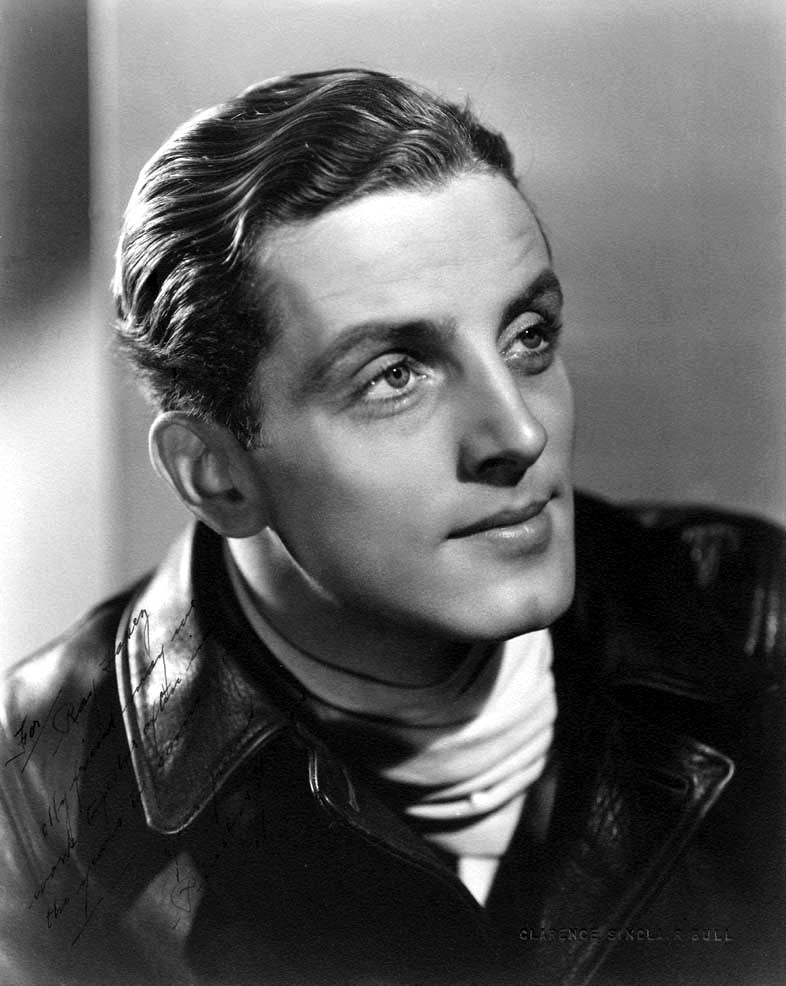

필립스 홈즈(Phillips Holmes, 1907년 7월 22일 ~ 1942년 8월 12일)는 미국의 연극 배우, 영화배우이다.
그랜드래피즈에서 태어났으며 온타리오주에서 사망하였다.

## 영화
- 제너럴 스팬키 (1936년)
- 루킹 포워드 (1933년)
- 8시 석찬 (1933년)
- 내가 죽인 남자 (1932년)
- 형법 체계 (1931년)
- 그럼피 (1930년)
- 파라마운트 온 퍼레이드 (1930년)